# Europa (Noice)
Europa är den svenska musikgruppen Noices fjärde studioalbum, utgivet i oktober 1982. Albumet återutgavs 1995 på CD.
Albumet skiljer sig stort från andra Noice-album. Gruppen är nu en trio. Sångaren Hasse Carlsson och trummisen Fredrik von Gerber har lämnat bandet. Ny sångare efter Carlsson är Nicklas Östergren. Albumets sound är mer likt syntpop än den punkrock som präglar de övriga albumen.

## Låtlista
Alla låtar är skrivna Freddie Hansson, där inget annat anges.
Sida ett
| Nr | Titel             | Kompositör           | Sång                          | Längd |
| -- | ----------------- | -------------------- | ----------------------------- | ----- |
| 1. | Du och jag        |                      | Nicklas Östergren, Ulrica Örn | 3:20  |
| 2. | Nätter utan slut  | Peo Thyrén           | Hansson, Östergren            | 3:26  |
| 3. | Kathy min vän     |                      | Östergren                     | 2:53  |
| 4. | Europa            | Thomas Dolby/Hansson | Hansson, Östergren            | 3:31  |
| 5. | Vi flyger         | Östergren/Hansson    | Östergren                     | 3:27  |
| 6. | Moderna människor | Thyrén               | Östergren                     | 3:02  |
| 7. | Ringer dig        |                      | Hansson                       | 3:47  |

Sida två
| Nr | Titel                  | Kompositör     | Sång                    | Längd |
| -- | ---------------------- | -------------- | ----------------------- | ----- |
| 1. | Rött ljus, rött ljus   | Hansson/Thyrén | Östergren               | 4:09  |
| 2. | Ensamhetens spår       |                | Hansson                 | 3:27  |
| 3. | Jag frågar (du svarar) |                | Östergren               | 3:20  |
| 4. | Mur av tårar           | Hansson/Thyrén | Östergren, Tiena (röst) | 6:09  |
| 5. | Den 4:e dimensionen    |                |                         | 5:10  |

## Medverkande
Noice
- Freddie Hansson – synthesizers, sång
- Peo Thyrén – gitarr, elbas, bakgrundssång
- Niclas Östergren – sång, gitarr

Övriga
- Radiosymfonikerna – oboe, stråkar ("Ensamhetens spår" och "Du och jag")
- Kee Marcello – gitarr, munspel ("Du och jag", "Europa", "Vi flyger", "Ensamhetens spår", "Jag frågar (du svarar)" och "Moderna människor")
- Pelle Lidell – trummor ("Moderna människor")
- Fredrik von Gerber – trummor ("Jag frågar (du svarar)")
- Alf Byberg – trummor ("Den 4:e dimensionen")
- Pelle Alsing – trummor ("Europa")

## Listplaceringar
| Lista (1982) | Topplacering |
| ------------ | ------------ |
| Sverige      | 18           |